# Mercur (Schiffstyp)
| Vollcontainerschiff Typ Mercur | Vollcontainerschiff Typ Mercur           |
| ------------------------------ | ---------------------------------------- |
|                                |                                          |
| Technische Daten (Überblick)   |                                          |
| Werft:                         | Warnow-Werft, Warnemünde                 |
| Vermessung:                    | 17.834 BRT, 10.016 NRT                   |
| Tragfähigkeit:                 | 14.720 t                                 |
| Länge über Alles:              | 169,74 m                                 |
| Länge zwischen den Loten:      | 157,24 m                                 |
| Breite:                        | 25,40 m                                  |
| Seitenhöhe:                    | 17,45 m                                  |
| Tiefgang:                      | 9,22 m                                   |
| Antrieb:                       | 1 × Dieselmotor 6RND90 1 × Festpropeller |
| Gesamtleistung:                | 12.800 kW                                |
| Geschwindigkeit:               | 20 Knoten                                |
| Besatzung:                     | 43 + 8                                   |

Die Frachtschiffsserie Mercur ist ein Containerschiffstyp des VEB Warnowwerft Warnemünde. Nach der Weiterentwicklung zum Typ Mercur II wurde er zur besseren Unterscheidung auch Mercur I genannt.

## Geschichte
Die zehn Schiffe dieses Typs von Vollcontainerschiffen der 1. Generation stellten gleichzeitig die erste Konstruktion dieser Art aus sozialistischen Ländern dar. Sie wurden für den Export in die UdSSR gebaut und waren bei Indienststellung die ersten großen Containerschiffe der sowjetischen Flotte.
Mit der Khudozhnik Saryan lief 1975 das erste Schiff vom Stapel. Das Schiff mit der Baunummer 451 wurde am 16. Dezember 1975 an eine Reederei aus Wladiwostok übergeben, welche auch die beiden Folgebauten erhielt und das Trio im Liniendienst zwischen Japan und den Vereinigten Staaten einsetzte. Dem Entwurf wurde 1978 auf der Leipziger Frühjahrsmesse eine Goldmedaille und folgend die Auszeichnung Gutes Design verliehen.
Die Khudozhnik Romas, das siebte der Schiffsserie war bei seiner Übergabe im November 1978 gleichzeitig das 3000ste Schiff aus DDR-Produktion, das an die UdSSR übergeben wurde. Die als achtes Schiff der Baureihe am 26. Februar 1979 folgende Nadezhda Obukhova war der 100ste Schiffsneubau der Warnowwerft für die Sowjetunion.
Den Abschluss der Serie bildete die Nikolay Golovanov, die am 30. November 1979 als Baunummer 460 abgeliefert wurde.

## Technik
Die Vollcontainerschiffe wurden für den weltweiten Einsatz ausgelegt und hatten für das Befahren vereister Regionen eine Eisklasse. Die Schiffe der Baureihe Mercur können bis zu 840 TEU-Container transportieren. Die sechs Laderäume können, durch die Konstruktion mit etwa 2,5 m höherem Freibord als üblich, mit 616 TEU in sieben Lagen unter Deck beladen werden. Die mit Cellguides ausgerüsteten Laderäume werden mit Ponton-Lukendeckeln seefest verschlossen. An Deck werden drei Lagen Container gefahren. Für Kühlcontainer sind 81 Anschlüsse vorhanden.
Als Antrieb dient ein Schiffsdieselmotor vom Typ 6RND90, der in Lizenz der Sulzer AG von Cegielski in Polen gebaut wurde und direkt auf den Festpropeller wirkt. Mit einer Antriebsleistung von 12.800 kW erreicht das Schiff eine Geschwindigkeit von 20 Knoten. Der Aktionsradius wurde mit 16.000 Seemeilen angegeben.
Die Besatzung besteht aus 43 Mann. Für acht weitere Personen bestehen Unterbringungsmöglichkeiten.
| Bau-Nr. | Bauname             | Baujahr | IMO-Nummer | Vermessung                     | Umbenennungen und Verbleib |
| ------- | ------------------- | ------- | ---------- | ------------------------------ | --- |
| 451     | Khudozhnik Saryan   | 1975    | 7514880    | 17.834 BRT                     | Irenes Song (1993) → Tiger Bay (1996) → Global Song (2000) → Song (2001) → ab 6. Juni 2001 in Alang als Song abgebrochen                                                    |
| 452     | Khudozhnik Ioganson | 1976    | 7532765    | 17.834 BRT, ab 1990 22.369 BRT | 1990 auf 198,9 m verlängert, dann 22.968 tdw. Ab 19. Februar 2007 in Alang abgebrochen                                                                                      |
| 453     | Khudozhnik Zhukov   | 1976    | 7614317    | 17.834 BRT, ab 1990 22.369 BRT | 1990 auf 198,9 m verlängert, dann 22968 tdw. → ab 19. Januar 2007 in Alang abgebrochen                                                                                      |
| 454     | Khudozhnik Pakhomov | 1977    | 7614329    | 17.834 BRT                     | Oporto (1995) → ZIM Odessa (1995) → Oporto (1998) → Norasia Chicago (1999) → Oporto (2000) → ab August 2003 in China als Oporto abgebrochen                                 |
| 455     | Khudozhnik Prorokov | 1978    | 7614331    | 17.834 BRT                     | Irenes Music (1993) → Tiger Island (1993) → Global Music (2000) → Music (2001) → ab 6. Juni 2001 in Alang abgebrochen                                                       |
| 456     | Khudozhnik Repin    | 1978    | 7614343    | 15.306 BRT                     | Tiger Bay (1993) → OOCL Pudong (1995) → Estoril (1996) → Norasia Izmir (1999) → Orania (1999) → Kota Selat (2000) → Orania (2001) → ab 15. Januar 2003 in Alang abgebrochen |
| 457     | Khudozhnik Romas    | 1978    | 7614355    | 15.306 BRT                     | Mor Europe (1994) → Dorset (2000) → ab Oktober 2002 in China als Dorset abgebrochen                                                                                         |
| 458     | Nadezhda Obukhova   | 1979    | 7614367    | 15.306 BRT, ab 1994 17.304 BRT | Mor U.K. (1994) → Essex (2000) → MSC Sumatra (2002) → Sumatra (2003) → Immacolata (2004) → MSC Immacolata (2004) → 2009 verschrottet                                        |
| 459     | Maksim Mikhaylov    | 1979    | 7614379    | 17.834 BRT, ab 1990 22.369 BRT | 1990 auf 198,9 m verlängert, dann 23.216 tdw. → FESCO Maksim (2007) → verschrottet                                                                                          |
| 460     | Nikolay Golovanov   | 1979    | 7614381    | 15.306 BRT                     | Mor Canada (1994) → ZIM Liverpool (1999) → City of Liverpool (2000) → MSC Provemce (2003) → MSC Erminia (2004) → ab 21. Januar 2010 als MSC Erminia in Alang abgebrochen.   |